# Stefan Kirch
Stefan Kirch (* 2. Mai 1983 in Köln) ist ein deutscher Theater- und Fernsehschauspieler.
Kirch hat bei Christoph Hilger, Marietta Bürger und Johannes Kamp eine Schauspielausbildung absolviert. Er spielte auf einigen Bühnen und ist seit 1997 Ensemble-Mitglied einer freien Theatergruppe. Einem breiteren Publikum wurde er durch seine Rolle des „Felix von Beyenbach“ in Verbotene Liebe bekannt, die er drei Jahre lang spielte, nachdem er im Jahre 2001 in der Rolle des „Dominik von Hermsdorf“ bereits einen Gastauftritt in der täglichen Vorabendserie absolviert hatte. Außerdem wirkte er 2002 in dem Pilotprojekt Shit Happens mit und stand 2006 für einen im Fernsehen und Kino ausgestrahlten „Gib Aids keine Chance“ Spot der Bundeszentrale für gesundheitliche Aufklärung vor der Kamera. Im September 2008 war er in einer Folge von „112 – Sie retten dein Leben“ als René Schmidt zu sehen.